# Вътреушни минислушалки

Вътреушни минислушалки (от английски: in-ear buds ) или мониторингови слушалки (от английски: in-ear monitor ) са вид минислушалки, използвани от охранители, музиканти, аудиоинженери и аудиофили за комуникация, особено когато са в комплект с микрофон, или за слушане на музика, специфично при изпълнение на живо от изпълнители, това може да е звукът на вокали и инструментали . Професионалните мониторингови слушалки се подбират според отвора на ушния канал на изпълнителя с цел осигуряване комфорт и високо ниво на намаляване на шума, идващ от околната среда. Разработени са през 80-те години на 20 век от Крис Линдоп и Мартин Ноар , като често се използват обикновено като една слушалка, от съответния професионалист по сигурността или изпълнител, както и телевизионен водещ, а понякога и като две слушалки от изпълнители на сцена, като за целта освен звук от вокали и инструментал, в тях може да се подава и звук от публиката. От 2013 година са пуснати в масово производство като двойка слушалки (основно за продуктите на Епъл), за слушането на музика от масовите потребители, основно във формата bullet (или куршум), в комплект с микрофон за телефонни разговори . За този вид минисслушалки за масова употреба, виж Слушалки#Вътреушни минислушалки.

## Мониторингова система за сцена
Мониторингова система е всяка система, която подсигурява на изпълнителя на сцената микс от звукоизточници. До появата на мониторните слушалки за целта на сцената са поставяни високоговорители, сочещи към изпълнителя (мониторингови тонколони или просто монитори) . В зависимост от цялостната аудио система, мониторинговите тонколони могат да се окажат по-скоро възпрепятстващи отколкото улесняващи. Използвайки мониторинговите слушалки, изпълнителят може да чуе стерео микс, ако дадената мониторна система го позволява. Това, от своя страна, позволява допълнителна дефиниция на звука чрез панинг на отделни звукови елементи за всяко ухо. На скорошно усъвършенстване на тази технология се дължи функцията за регулиране на шума от околната среда.
Докато заместването на мониторни тонколони със слушалки има за цел да подобри предназначения за изпълнителя микс и редуцира в по-добра степен околния шум, съществуващо, но не и непоправимо неудобство е, че до изпълнителя не достига шумът на публиката. Не е необикновено да бъде поставен по един микрофон близо до всяка страна на сцената, който да сочи към публиката, за да може шумът на публиката (или поне част от него) да достигне до слушалките на изпълнителя . Ако концертът е в по-големи мащаби, на предната част на сцената може да са разположени няколко микрофона.

### Технология на подаване на звука
Мониторинговите слушалки сами по себе си участват в последната част от сигналния път. Нерядко професионалните такива се оформят по поръчка на клиента и вследствие на това са по-удобни, като позволяват на звука да попадне директно в ушния канал. Така те предоставят по-добро уплътнение, спомагащо за редуциране на шума. Обичайно слушалките намаляват шума с около 30 dB (децибела), но това зависи и от качество им. Слушалките масово производство от този тип, тъй като не могат да гарантират оформяне по ушния канал на масовия потребител, използват силиконова „пъпка“, която плътно се поставя в слуховия канал.
Професионалните мониторингови минислушалки се предлагат както прозрачни разновидности, така и такива в различни цветове, по възможност най-близки до човешката кожа. При тези, предназначени за масова употреба се ползват от производителите обаче дизайни, които обикновено са ярки като цветове и прозрачни основно за силиконовото покритие, предназначено за ушния канал.
Кабелът на слушалките се поставя в 3.5 mm стерео жак, намиращ се на приемник, закачван на колана или друга част от облеклото на изпълнител, или сложен в джоба. Обикновените слушалки се правят от универсална пяна и хипоалергичен силикон, подходящи за повечето хора .
В телевизията се използват слушалки с интерком тип IFB (на английски: interruptible foldback).

### Ресивър и трансмитер
Най-срещаната професионална мониторингова система налага употребата на безжичен сигнал, за да се изпрати микса до слушалките. Тази система съдържа трансмитер и ресивър (приемник), носен от изпълнителя . Има трансмитер за всеки мониторен микс и ресивър за всяка слушалка. Трансмитерите обикновено имат един стерео или два моно изхода. Когато един трансмитер е предвиден за два моно микса, той може да бъде използван за два различни микса. Един микс може да бъде получен от много ресивъри.
Ресивърите и трансмитерите изпращат сигнала безжично посредством VHF или UHF честоти. Като цяло UHF системите звучат далеч по-добре от VHF системите, затова са и на значително по-високи цени. UHF системите обикновено са по-малко податливи на смущения, което е в плюс за тяхното качество.